# Timoleon armatanalis
Timoleon armatanalis is een hooiwagen uit de familie Zalmoxioidae.